# Setodes holocercus
Setodes holocercus är en nattsländeart som beskrevs av Navás 1923. Setodes holocercus ingår i släktet Setodes och familjen långhornssländor. Inga underarter finns listade i Catalogue of Life.